# URL Snooper
URL Snooper és un analitzador de paquets que rastreja el tràfic de la xarxa i identifica URL ocults, especialment URL de contingut multimèdia. El seu ús sol ser amb finalitats lúdiques, il·legals o docents. Per a un correcte funcionament del programa cal utilitzar la biblioteca WinPcap. Aquesta biblioteca, desenvolupada per Loris Degioanni, també és necessària per a la utilització d'altres sniffers com pot ser Windump. Mitjançant Project URL Snooper es poden establir restriccions de cerca, ocultant URLs que es vulguin descartar, eliminant les duplicitats, o aquelles la referència de les quals no sigui vàlida.
En el resultat de la cerca es pot observar una llista detallada de tots els paquets rebuts, així com el protocol utilitzat. Sovint és bastant difícil accedir a enllaços d'àudio i vídeo que s'oculten al darrere de scripts i javascripts. URL Snooper proporciona una solució a aquest problema, rastrejant el tràfic a la xarxa i identificant entre els paquets rebuts les possibles urls ocultes que pot contenir una determinada pàgina.
També es poden conèixer el diferent tipus d'aplicacions utilitzades a la pàgina a rastrejar.